# Корсунка (Черкасская область)
Ко́рсунка (укр. Корсунка) — село в Тальновском районе Черкасской области Украины.
Население по переписи 2001 года составляло 541 человек. Почтовый индекс — 20441. Телефонный код — 4731.

## Местный совет
20441, Черкасская обл., Тальновский р-н, с. Корсунка, ул. Мира, 1